# Дзелде, Гирт
Гирт Дзелде (латыш. Ģirts Dzelde; род. 16 июля 1963, Рига, Латвийская ССР) — советский и латвийский теннисист, а впоследствии теннисный тренер, мастер спорта СССР международного класса. Неоднократный чемпион СССР в мужском и смешанном парном разряде, чемпион Европы среди юношей в смешанном парном разряде, игрок и капитан сборной Латвии в Кубке Дэвиса.

## Спортивная карьера
Начал играть в теннис в семь лет. Тренировался в Риге у Гуны Авены. Первых серьёзных успехов достиг в 1983 году, когда на юношеском первенстве Европы завоевал чемпионское звание в миксте (с Натальей Ревой), а также серебряную медаль в мужских парах. Вместе с Натальей Ревой удостоен звания мастера спорта международного класса. Во взрослом чемпионате СССР занял четвёртое место, за год поднявшись во всесоюзном рейтинге с 29-го на 6-е место.
Уже в 1984 году стал чемпионом СССР в паре с Юлией Сальниковой, через год повторив этот успех с той же партнёршей. В 1986 году выиграл в паре с Андреем Ольховским зимний чемпионат СССР. В 1988 году — финалист чемпионата СССР в мужском парном разряде, в 1989 году — финалист зимнего чемпионата СССР в одиночном (проиграл Андрею Чеснокову) и мужском парном разрядах, победитель летнего чемпионата СССР в мужских парах (с Андреем Черкасовым и финалист в смешанных парах.
В профессиональных международных турнирах также в основном добивался высоких результатов в парном разряде. Трижды с 1992 по 1996 год играл в финалах турниров основной серии ATP — дважды подряд в Касабланке, а затем в Открытом чемпионате Хорватии в Умаге. Лучший результат в турнирах Большого шлема — 2-й раунд Уимблдонского турнира (1991). С 1993 по 2000 год выступал за сборную Латвии в Кубке Дэвиса.
На клубном уровне играл в Германии в различных командах бундеслиги. Впоследствии тренировал также в Германии, в теннисном клубе «Грюн-Вайс» (Карлсруэ). С 2007 по 2012 год занимал пост капитана сборной Латвии в Кубке Дэвиса. В этом качестве в 2007 году впервые в истории команды вывел её из 2-й в 1-ю Европейско-Африканскую группу.

## Финалы турниров ATP за карьеру

### Парный разряд (0-3)
| Результат | №  | Дата            | Турнир              | Покрытие | Партнёр          | Соперники в финале              | Счёт в финале |
| --------- | -- | --------------- | ------------------- | -------- | ---------------- | ------------------------------- | ------------- |
| Поражение | 1. | 22 марта 1992   | Касабланка, Марокко | Грунт    | Ти-Джей Миддлтон | Орасио де ла Пенья Хорхе Лосано | 6-2, 4-6, 6-7 |
| Поражение | 2. | 21 марта 1993   | Касабланка          | Грунт    | Горан Прпич      | Майк Бауэр Пит Норвал           | 5-7, 6-7      |
| Поражение | 3. | 18 августа 1996 | Умаг, Хорватия      | Грунт    | Удо Пламбергер   | Пабло Альбано Луис Лобо         | 4-6, 1-6      |